# Château Howard
Pour les articles homonymes, voir Howard.
Le château Howard  (en anglais : Castle Howard) est une grande résidence baroque située dans le Yorkshire, en Angleterre, à 40 km d'York. C'est l'un des plus grands châteaux du pays. Il fut construit entre 1699 et 1712 pour Charles Howard, 3e comte de Carlisle par John Vanbrugh.

## Historique, description
Charles Howard, le 3e comte de Carlisle, Premier Lord du Trésor, approche tout d'abord William Talman, mais commissionne ensuite John Vanbrugh, un fellow de son club politique, pour la construction de sa résidence campagnarde. C'est la toute première réalisation de Vanbrugh, un gentleman dilettante en architecture et, pour mener à bien son projet, il fait appel à Nicholas Hawksmoor.

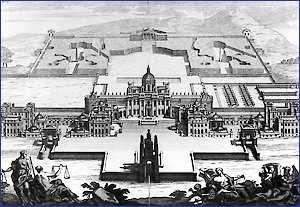
Le projet de John Vanbrugh pour le château Howard, vue depuis le nord, publié dans Vitruvius Britannicus en 1725. Le projet initial n'a pas été réalisé dans son intégralité.

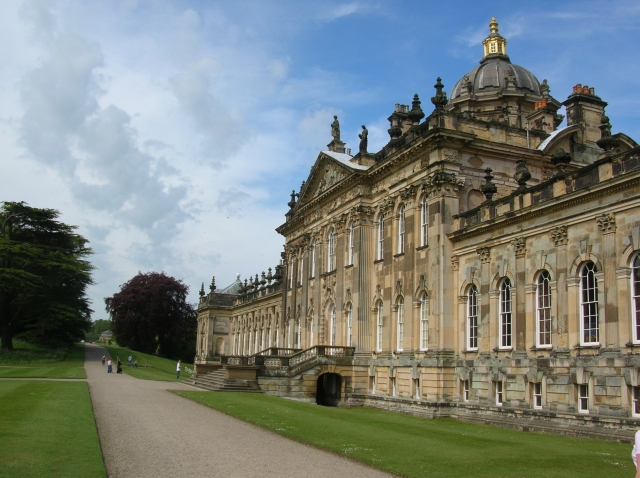
Façade de Castle Howard

Le plan inclut deux ailes symétriques de part et d'autre de l'axe nord-sud. Le dôme central fut ajouté dans la phase finale du projet, après que les travaux de construction eurent été entamés. L'édification s'est étalée dans le temps, commençant par l'aile est (1701-1703). Le corps de bâtiment est, donnant sur le jardin, suit entre 1701 et 1706, puis vinrent la partie centrale (y compris le dôme qui surmonte un Great Hall de 24 m de haut) entre 1703 et 1706, et le corps de bâtiment ouest donnant sur le jardin, entre 1707 et 1709. Le tout est conçu dans un style entièrement baroque, avec pilastres doriques, chérubins, vases, etc. La décoration intérieure fut en grande partie confiée aux soins de Giovanni Antonio Pellegrini.
L'architecture de Vanbrugh pour le château Howard est nettement historiciste. L'architecte et historien Christian Norberg-Schulz la décrit ainsi :

« L'entrée principale est conçue comme une tour médiévale, mais traitée avec un vocabulaire classique et entourée de quatre obélisques égyptiens. Les entrées latérales se rattachent à la fois a l'arc de triomphe romain et au kiosque turc. La cour d'honneur a de toute évidence une origine française, mais elle est revêtue d'une lourde ordonnance dorique qui dérive peut-être d'édifices maniéristes comme le Palais du Te de Jules Romain, à Mantoue. Le corps de logis central est surmonté d'un dôme romain et les cours latérales flanquées de hautes tours médiévales. La succession des immenses pilastres de la façade sur le jardin renvoie à Palladio. »
Le comte tourne ensuite son énergie vers les jardins. La publication, en 1725, dans le Vitruvius Britannicus de Colen Campbell, montre un château complet, bien que cela ne soit pas encore le cas à l'époque. L'aile ouest, en dépit des remontrances de Vanbrugh, n'est pas terminée à la mort de celui-ci en 1726, pas plus qu'à la mort du comte Charles Howard, en 1738. Sa construction commence sous le quatrième comte de Carlisle qui change les plans initiaux et préfère le projet palladien de Sir Thomas Robinson, beau-fils du comte. Elle est toujours incomplète en 1758 (il manque alors le toit et le deuxième étage), quand le quatrième comte décède. Le toit est achevé en 1777 quand Robinson meurt et le tout ne sera complètement décoré qu'en 1811.
George Howard, 9e comte de Carlisle (1845-1911) fut le dernier comte de Carlisle à posséder le domaine. Lors du règlement de sa succession château Howard fut attribué à son cinquième fils Geoffrey Howard. Son frère ainé, le comte de Carlisle, recevant le Château de Naworth.

Castle Howard fut gravement détruit, y compris le dôme central, par un incendie en 1940 et ne sera restauré que dans les décennies suivantes par George Howard fils cadet de Geoffrey Howard, qui ouvre le domaine et le chateau au public en 1952.

Le château appartient depuis cette date à une société de droit privée, le Castle Howard Estate Ltd, aujourd'hui dirigée par Nicholas Howard et son épouse Victoria.

## Jardins

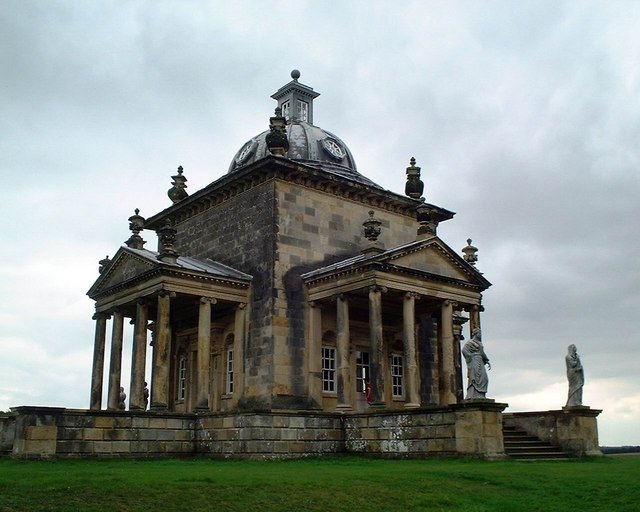
Temple des Quatre Vents

Le château Howard est entouré d'un jardin baroque classique « à la française » et d'un parc « à l'anglaise ».
Deux fabriques ornent les jardins : le « Temple des Quatre-Vents » au bout du jardin classique et le « Mausoleum » dans le parc anglais.
Un arboretum a été ajouté au XXe siècle.
L'artiste peintre et paysagiste William Andrews Nesfield a remodelé le lac sud dans les années 1850. Dix ans plus tard, entre le lac sud et New River Bridge, il a construit la cascade et le bassin de Temple Hole. Ces éléments se sont dégradés après que la 9e comtesse ait changé la plantation de Nesfield qui entourait le lac sud.

## Le château Howard au cinéma
Le château a servi de décor pour des films ou séries télévisées :
- Lady L de Peter Ustinov en 1965
- Barry Lyndon de Stanley Kubrick en 1975 (les extérieurs du château de Lady Lyndon)
- Brideshead Revisited mini-série pour la chaîne ITV en 1981 et pour le film de Julian Jarrold sorti en 2008, tous deux inspirés  du roman homonyme d'Evelyn Waugh.
- Garfield 2 renommé pour le film « Carlyle Castle» en 2006.
- La mort s'invite à Pemberley, mini-série d'après le roman éponyme de P. D. James, en 2013, pour la BBC (le grand hall d'entrée et le salon turquoise)
- Le château figure dans le clip du single "Four Out of Five" des Arctic Monkeys
- La chronique des Bridgerton, série originale Netflix. D’après le roman de Julia Quinn en 2020.

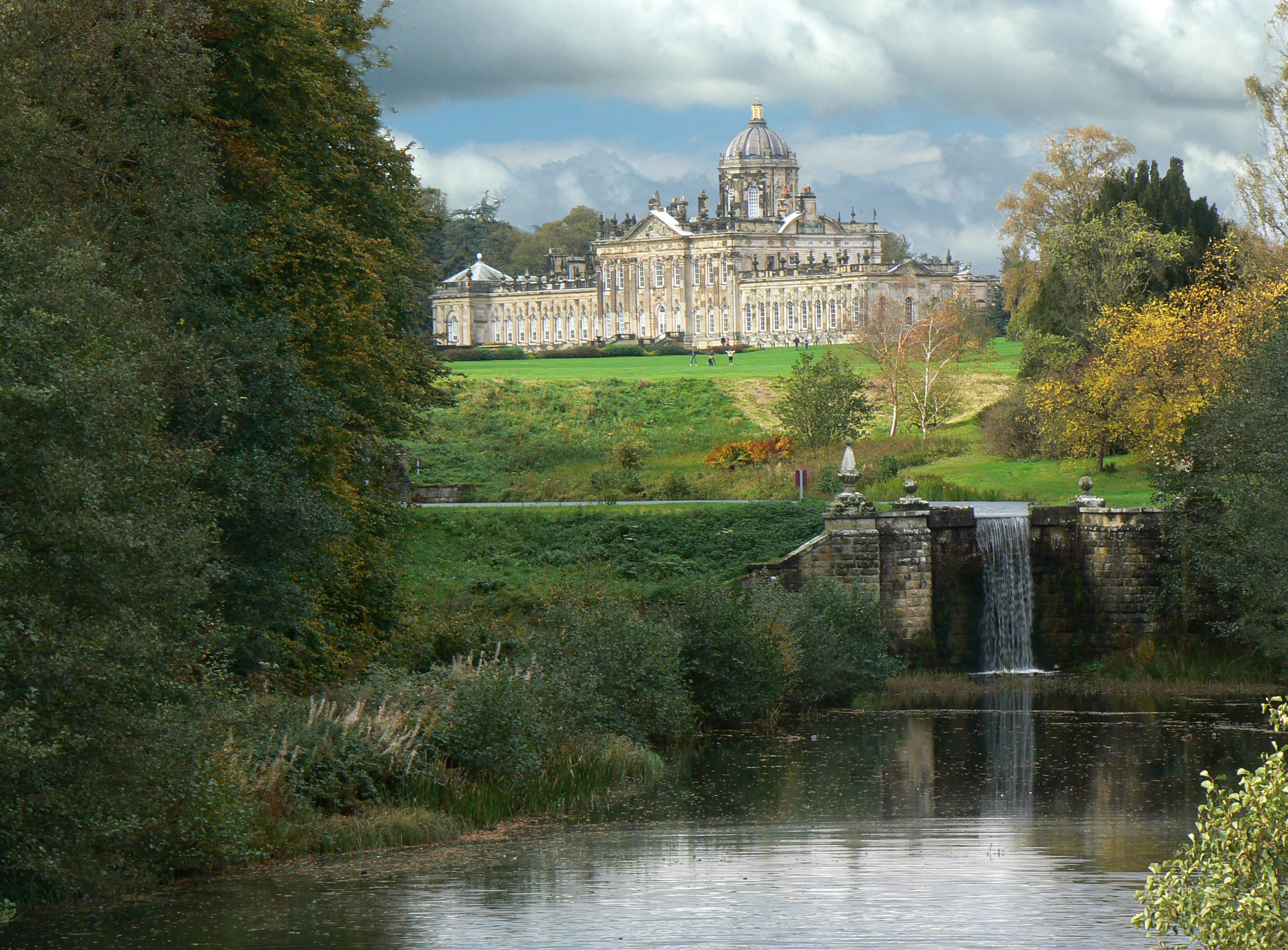
Vue depuis le parc et les plans d'eau
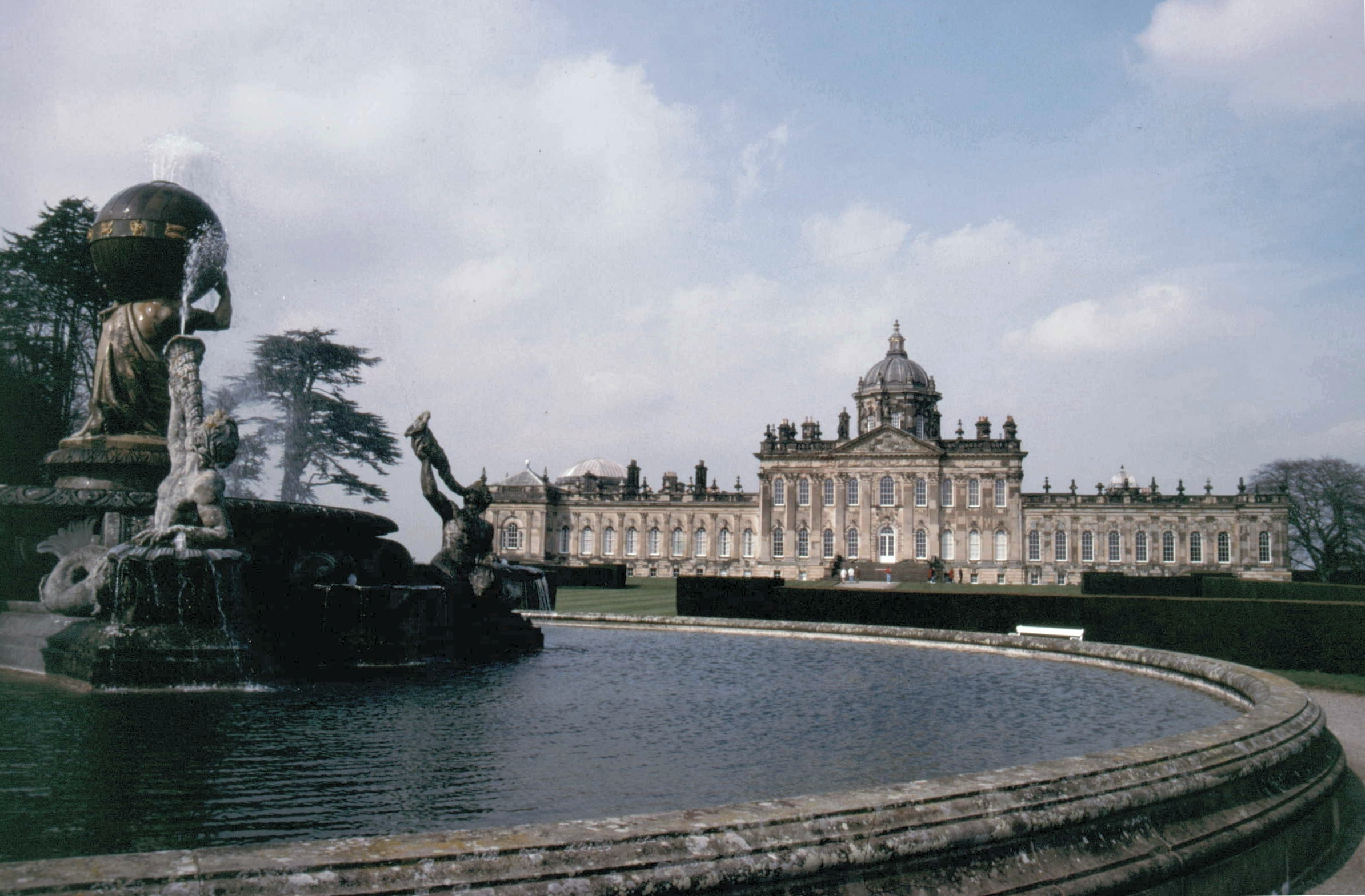
Bassin et fontaine d'Atlas (1850) et façade sud
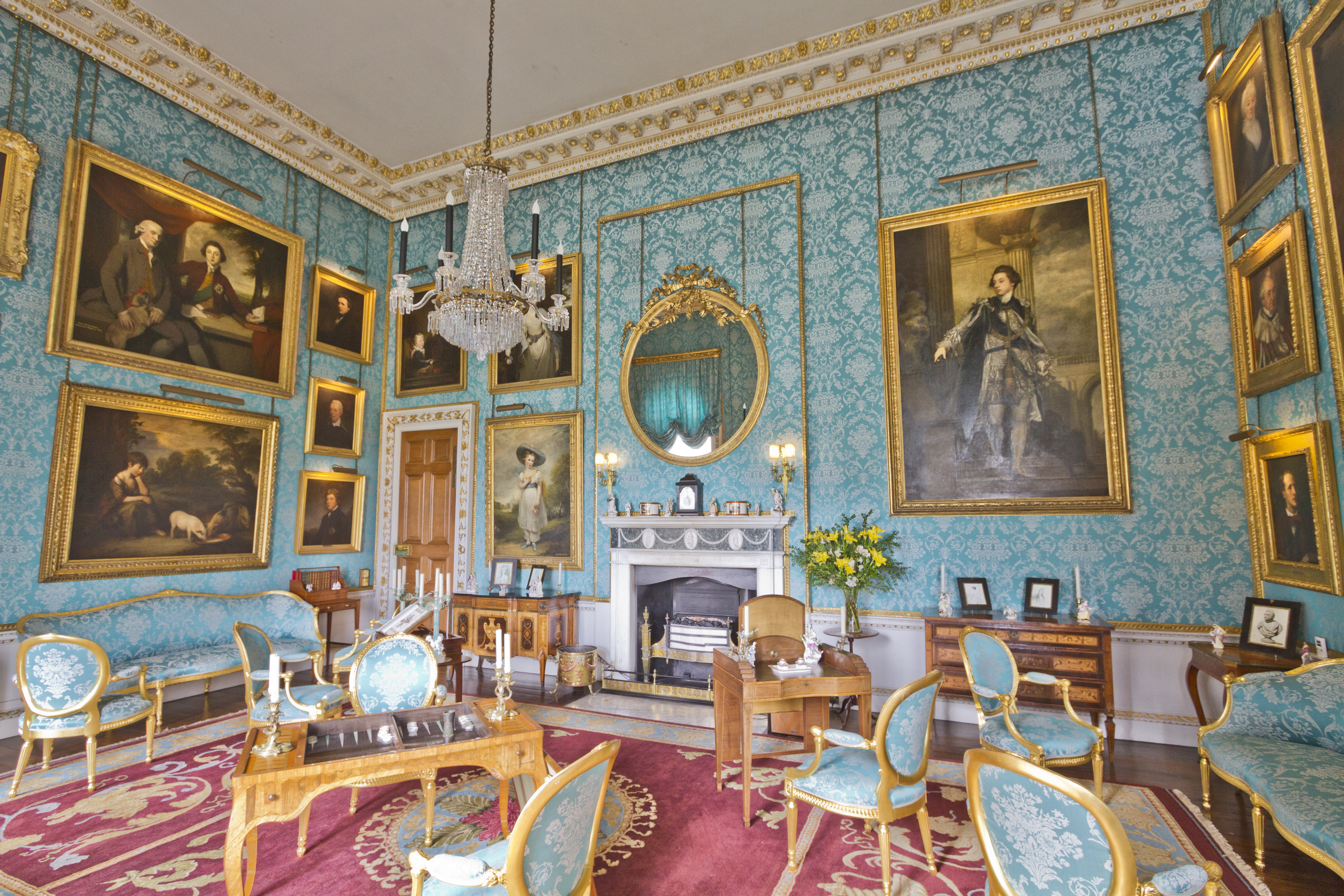
Le salon turquoise
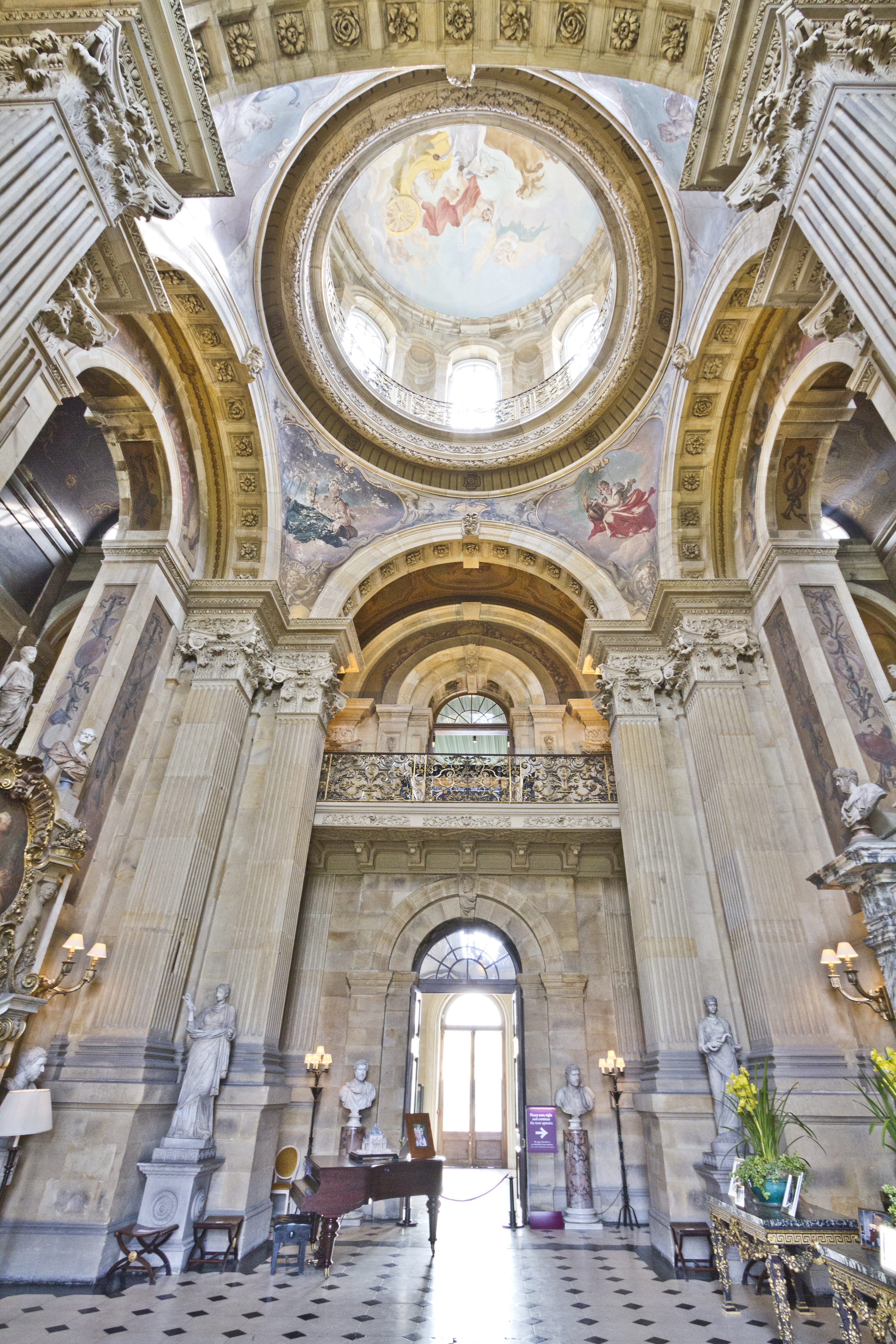
Le grand hall d'entrée

## Sources
- (en) Cet article est partiellement ou en totalité issu de l’article de Wikipédia en anglais intitulé « Castle Howard » (voir la liste des auteurs).

1. ↑  National Heritage List
2. ↑  Christian Norberg-Schulz, Architecture du Baroque tardif et rococo, Berger-Levrault, Paris, 1983, page 281.
3. 1 2 3  Michekke-Marie Dufau. XVII-XVIII. Bulletin de la société d'études anglo-américaines des XVIIe et XVIIIe siècles. Vol.30, « Le jardin paysager de Castle Howard (Yorkshire) et la grandeur Whig », sur persee.fr, 1990 (consulté le 23 août 2016), p. 27-47